# 2403 Šumava

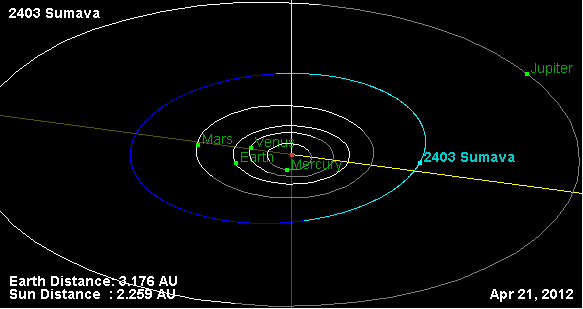
2403 Šumava

2403 Šumava là một tiểu hành tinh vành đai chính với chu kỳ quỹ đạo là 1484.2899658 ngày (4.06 năm).
Nó được phát hiện ngày 25 tháng 9 năm 1979.